# Pablo, der kleine rote Fuchs
Pablo, der kleine rote Fuchs (Originaltitel Pablo the Little Red Fox) ist eine Zeichentrickserie, die zwischen 1999 und 2000 produziert wurde und in deutscher, britischer und französischer Kooperation entstand. Sie basiert auf der Buchvorlage von Hannah Giffard.

## Handlung
Der kleine Fuchs Pablo wächst mit seiner Schwester Poppy und seinem Bruder Pumpkin bei seinen Eltern in einer Höhle am Stadtrand auf. Tagsüber schläft er und nachts durchsucht er die Gegend nach Dingen zum Fressen. Dabei lernt er die Welt der Menschen aus der Sicht eines von ihnen ausgestoßenen und verachteten Tieres kennen und was es bedeutet erwachsen zu werden.

## Produktion und Veröffentlichung
| Figur   | Originalsprecher | Deutscher Sprecher |
| ------- | ---------------- | ------------------ |
| Pablo   | David Holt       | Karim El Kammouchi |
| Poppy   | Louise Goldstein | Laura Loessl       |
| Pumpkin | Bob Saker        | Johannes Wolko     |

Die deutsche Erstausstrahlung fand am 15. Dezember 2000 auf KI.KA statt. Weitere Ausstrahlungen erfolgten im ZDF. Regie führte Albert Pereira Lazaro. Die Synchronisationfirma war die Bavaria Film Synchron in München. Das Dialogbuch schrieb Dagmar Preuss, der auch Dialogregie war Heribert Biegel.

## Episodenliste
| #  | Deutscher Titel              | Deutsche Premiere | Englischer Titel              |
| -- | ---------------------------- | ----------------- | ----------------------------- |
| 1  | Das ist der Gipfel           | 15.12.2000        | On top of the world           |
| 2  | Das Riesenbett               | 18.12.2000        | The biggest bed               |
| 3  | Markttag                     | 19.12.2000        | Market day                    |
| 4  | Auf der Jagd                 | 20.12.2000        | Gone hunting                  |
| 5  | Zu Hilfe, Pumpkin!           | 21.12.2000        | Pumpkin to the rescue         |
| 6  | Der Anglerlehrling           | 22.12.2000        | Fishing for dad               |
| 7  | Das Zirkus-Bärchen           | 25.12.2000        | The lost bear                 |
| 8  | Jeder fängt mal an           | 26.12.2000        | In the balance                |
| 9  | Spuren im Schnee             | 27.12.2000        | Footprints in the snow        |
| 10 | Der Spielplatz               | 28.12.2000        | Pablo’s playground            |
| 11 | Der Regenschirm              | 29.12.2000        | Umbrella day                  |
| 12 | Im Supermarkt                | 01.01.2001        | At the supermarket            |
| 13 | Wir ziehen aus               | 02.01.2001        | Moving out                    |
| 14 | Feuerfest                    | 03.01.2001        | A new home for Helena         |
| 15 | Badetag                      | 04.01.2001        | Bath time                     |
| 16 | Das Fußballspiel             | 05.01.2001        | The football match            |
| 17 | Spiel auf dem Eis            | 08.01.2001        | An icy day                    |
| 18 | Drei Wünsche                 | 09.01.2001        | 3 wishes                      |
| 19 | Gewitter                     | 10.01.2001        | The storm                     |
| 20 | Ich und mein Schatten        | 11.01.2001        | Me and my shadow              |
| 21 | In schwindelnder Höhe        | 12.01.2001        | Sky high                      |
| 22 | Schatzsuche                  | 15.01.2001        | Buried treasure               |
| 23 | Verstecken                   | 16.01.2001        | Hide and seek                 |
| 24 | Der Fuchszug                 | 17.01.2001        | The train journey             |
| 25 | Der Rettungsschwimmer        | 18.01.2001        | Pablo the lifeguard           |
| 26 | Reingelegt                   | 19.01.2001        | Fooled you                    |
| 27 | Ein Schneefuchs              | 22.01.2001        | The snow fox                  |
| 28 | Ein aufregender Geburtstag   | 23.01.2001        | Happy twelve moons            |
| 29 | Schlafmütze                  | 24.01.2001        | Sleepy head                   |
| 30 | Klein, aber oho!             | 25.01.2001        | Pumpkin measures up           |
| 31 | Das Wusch-wusch              | 26.01.2001        | What’s this?                  |
| 32 | Wie Blumen wachsen           | 29.01.2001        | How does it grow, Pablo?      |
| 33 | Ein gemütliches Heim         | 30.01.2001        | Changing rooms                |
| 34 | Lichter der Großstadt        | 31.01.2001        | City lights                   |
| 35 | Heulen will gelernt sein     | 01.02.2001        | Pumpkin’s BIG voice           |
| 36 | Der Ton macht die Musik      | 02.02.2001        | The sound of music            |
| 37 | Die Waschanlage              | 05.02.2001        | Midnight cleaning             |
| 38 | Knochenklappern              | 06.02.2001        | Rattling bones                |
| 39 | Im Atelier                   | 07.02.2001        | The painter’s studio          |
| 40 | Die Ballonfahrt              | 08.02.2001        | The balloon trip              |
| 41 | Ein Nest für vier            | 09.02.2001        | A nest for four               |
| 42 | Bitte lächeln                | 12.02.2001        | Smile                         |
| 43 | Wer ist der Beste?           | 13.02.2001        | Who’s the best                |
| 44 | Klebrige Pfoten              | 14.02.2001        | Sticky paws                   |
| 45 | Echt oder unecht?            | 15.02.2001        | The growling toy              |
| 46 | Im Postamt                   | 16.02.2001        | The post office               |
| 47 | Es regnet Sardinen           | 19.02.2001        | Pablo and the tin of sardines |
| 48 | Das Spinnennetz              | 20.02.2001        | A cub in a tangle             |
| 49 | Der Drachen                  | 21.02.2001        | The kite                      |
| 50 | Das scheußliche Kanalmonster | 22.02.2001        | The abominable drain monster  |
| 51 | Abrakadabra                  | 23.02.2001        | Abracadabra Pablo!            |
| 52 | Der letzte Apfel             | 26.02.2001        | The last apple                |